# Marie Claire Ukraine
Marie Claire Ukraine — українське видання французького жіночого журналу Marie Claire, що виходить в Україні з 2008 року.

## Історія
Про намір запустити в Україні місцеве видання Marie Claire стало відомо у червні 2007 року, тоді видавничий дім «Ашет Філіпакі Шкульов-Україна», видавець журналів Elle Україна та Maxim Україна розглядав ідею створення української версії глянсового журналу Marie Claire і проводив консультації з рекламними агенціями, а випуск журналу був запланований на листопад.
У лютому 2008 року інформаційно-аналітичному виданню «МедіаБізнес» стало відомо що видавничий дім Hachette Filipacchi Press — видавець журналів Elle, Maxim та Elle Deluxe в Україні – має намір запустити локальну версію французького жіночого глянцевого журналу Marie Claire. Власну інформацію виданню підтвердив генеральний директор видавничого дому Сергій Мірошниченко. За його словами, випустити перший, жовтневий номер Marie Claire Україна планувалося у вересні 2008 року. Головним редактором журналу призначено Тетяну Дьячкову.
19 серпня 2008 року Міністерство юстиції України зареєструвало журнал Marie Claire Україна. Перший жовтневий номер журналу на 196 сторінок з'явився у продажу 16 вересня. За словами випускного редактора нового видання Наталії Колашник, тираж журналу 40 тисяч екземплярів. Обкладинку дебютного номера прикрасила французька співачка і фотомодель італійського походження Карла Бруні. Вартість одного примірника у форматі А4 склала 12₴. За словами президент та співвласника видавничого дому «Ашет Філіпакі Шкульов» Віктора Шкульова, у «Marie Claire Україна» вкладено близько $5 млн.
14 лютого 2014 року Marie Claire Group та BurdaInternational оголосили про те, що «Бурда-Україна» стане новим видавничим партнером для розвитку української версії журналу Marie Claire та починаючи з червневого випуску 2014 року, візьме на себе всю відповідальність за розвиток та продаж журналу.
У грудні 2016 року стало відомо що Олена Дружініна залишає посаду головного редактора журналу після 8 років роботи, а на її посаду призначено Костянтина Путіленка, який почав працювати з 1 січня 2017 року.
19 липня 2019 року офіційно підтвердилася новина про те, що шеф-редактор marieclaire.ua Христина Довгаль залишила цю посаду, передавши всі повноваження своїй заступниці Вікторії Ваків, що розпочала кар'єру з розділу «Мода і краса» в українському жіночому порталі ivona.bigmir.net.
У липні 2020 року Костянтин Путіленко залишив посаду шеф-редактора видання після дев’яти років роботи. У 2011 році він прийшов у «Marie Claire Україна» на посаду фоторедактора та перекладача, потім став заступником головного редактора/редактора відділу «Краса та здоров’я».
Marie Claire перші серед українських глянців повернулися до друку журналу у вересні 2022 року. Після 24 лютого 2022-го редакція не зупиняла роботу. Результатом роботи стали понад 60 унікальних матеріалів для закордонного читача, не враховуючи щоденні матеріали для marieclaire.ua.

## Редактори
Олена Дружиніна (до 2016 року).

## Нотатки
1. ↑  Українське відгалуження Hachette Filipacchi Shkulev, лідера російського ринку глянцевих журналів, в портфель якого станом на 2007 рік входили місцеві видання Elle, Elle Girl, Elle Decor, Maxim, Marie Claire, Parents і Psychologies із загальним тиражем 945 тисяч примірників. Заснований у 1995 році в рамках найбільшого міжнародного видавничого холдингу Hachette Filipacchi Médias, що на той час випускало 260 журналів у 41 країні світу загальним тиражем понад мільярд копій на рік.
2. ↑  На той час в Україну надходила російська версія Marie Claire у максі- та міні-варіанті, що на домашньому ринку має загальний тираж в 185 тисяч примірників[3].
3. ↑  Наприкінці вересня 2008 року «Ашет Філіпакі Шкульов Україна» запустив рекламну кампанію журналу у Києві та великих містах. План промокампанії включав ATL (ТВ, радіо, зовнішню рекламу, Інтернет) та BTL. Активності кампанії припали на осінь 2008 року та весну 2009 року, а річний бюджет – близько 1 мільйону доларів[7].